# Phenytoin
Phenytoin ist ein Hydantoin-Derivat, das als Arzneistoff zur Dauerbehandlung der Epilepsie (Antikonvulsivum) eingesetzt wird und darüber hinaus in der Behandlung von Herzrhythmusstörungen (Antiarrhythmikum, Off-Label-Use) wirksam ist. Phenytoin unterliegt der ärztlichen Verschreibungspflicht.

## Pharmakologie

### Wirkungsweise
Der vermutete Wirkungsmechanismus beruht auf einer Hemmung von Natriumkanälen und der hieraus folgenden Stabilisierung des Membranpotentials.

### Anwendungsgebiete
Phenytoin ist für die Dauerbehandlung fokaler Anfälle (einfach fokale Anfälle, komplex fokale Anfälle), fokal eingeleiteter und primär generalisierter
tonisch-klonischer Anfälle (Grand mal) und zur Prophylaxe von Krampfanfällen (z. B. bei neurochirurgischen Eingriffen) zugelassen. Darüber hinaus wird es als i.v.-Therapie bei einem Status epilepticus eingesetzt. Eine weitere Zulassung besteht für die Behandlung neurogener Schmerzzustände, wenn andere Therapiemaßnahmen nicht erfolgreich waren oder nicht durchführbar sind.

### Nebenwirkungen
Charakteristische Nebenwirkungen, die unter der Therapie mit Phenytoin auftreten können, sind Bradykardie (deshalb Gabe nur unter intensivem Monitoring), Störungen der Bewegungskoordination (Tremor, Ataxie), insbesondere verbunden mit Nystagmus, Schwindel, megaloblastische Anämie, Osteomalazie, Zahnfleischwucherungen (Gingivahyperplasie), akneiformer Hautausschlag, generalisierte Lymphadenopathie, sowie Störungen der intellektuellen Leistungsfähigkeit (Wahrnehmungs- und Merkfähigkeitsstörung, Abgeschlagenheit, Kopfschmerzen) Ebenso kann eine Hypertrichose auftreten. Mitunter kann es auch zum DRESS-Syndrom kommen. Phenytoin gilt als teratogen.
Phenytoin wurde auch kausal mit Pleuraerguss in Verbindung gebracht.
Da Phenytoin nur eine geringe therapeutische Breite besitzt, kann der Plasmaspiegel regelmäßig kontrolliert werden.

### Schwangerschaft
Bei Dauereinnahme während der Schwangerschaft kann es zur Dihydantoin-Embryopathie kommen.

### Wechselwirkungen
Phenytoin wird über das Cytochrom-P450-Enzymsystem CYP 3A4 verstoffwechselt. Hemmstoffe dieses Enzymsystems, wie zum Beispiel Cimetidin, Erythromycin, Ciprofloxacin, Sertralin und Fluoxetin, können die Plasmakonzentration von Phenytoin erhöhen und somit seine Wirkungen und Nebenwirkungen verstärken. Valproinsäure führt über eine Konkurrenz um die gleiche Plasmaproteinbindungsstelle ebenfalls zu einer Verstärkung der Phenytoinwirkungen und -nebenwirkungen.
Induktoren des CYP 3A4, wie zum Beispiel Carbamazepin und Johanniskraut, beschleunigen den Abbau von Phenytoin und können somit seine Wirksamkeit einschränken. Außerdem induziert Phenytoin CYP 3A4, was als Autoinduktion bezeichnet wird. Daraus resultiert, dass die Aktivität von CYP 3A4 im Laufe der Therapie erhöht wird, was Dosiserhöhungen erforderlich machen kann. Dies ist einer der Gründe für die komplizierte Pharmakokinetik von Phenytoin.

### Fehlindikationen
Phenytoin ist wirkungslos bei generalisierten Anfällen vom Absence-Typ („Petit-Mal“).

### Geschichte
Phenytoin wurde 1908 erstmals durch Heinrich Biltz synthetisiert. Dabei wurden Benzil und Harnstoff erhitzt, wodurch nach Benzilsäure-Umlagerung Phenytoin gebildet wurde.
Phenytoin wurde bereits 1938 von Tracy Jackson Putnam (1894–1975) und Hiram Houston Merritt (1902–1979) als Antiepileptikum eingeführt. Erst später berichtete Robert Hutson Kokernot (1921–2016) über die Wirksamkeit bei ventrikulärer Tachykardie.
Nicht zuletzt aufgrund der niedrigen Tagestherapiekosten (etwa 0,30 €) bei hoher Wirksamkeit gehört es in den USA zu den am häufigsten eingesetzten Antiepileptika, während es aufgrund von Verträglichkeit und Wechselwirkungen in Deutschland relativ selten verordnet wird.

## Handelsnamen
Phenytoin wird in Europa u. a. unter den Handelsnamen Epanutin, Phenhydan und Zentropil (wurde von HEXAL 2017 vom Markt genommen und ersatzlos gestrichen), in Österreich als Epilan, in den USA als Dilantin vertrieben und ist auch als Generikum erhältlich.